# Marc Allégret

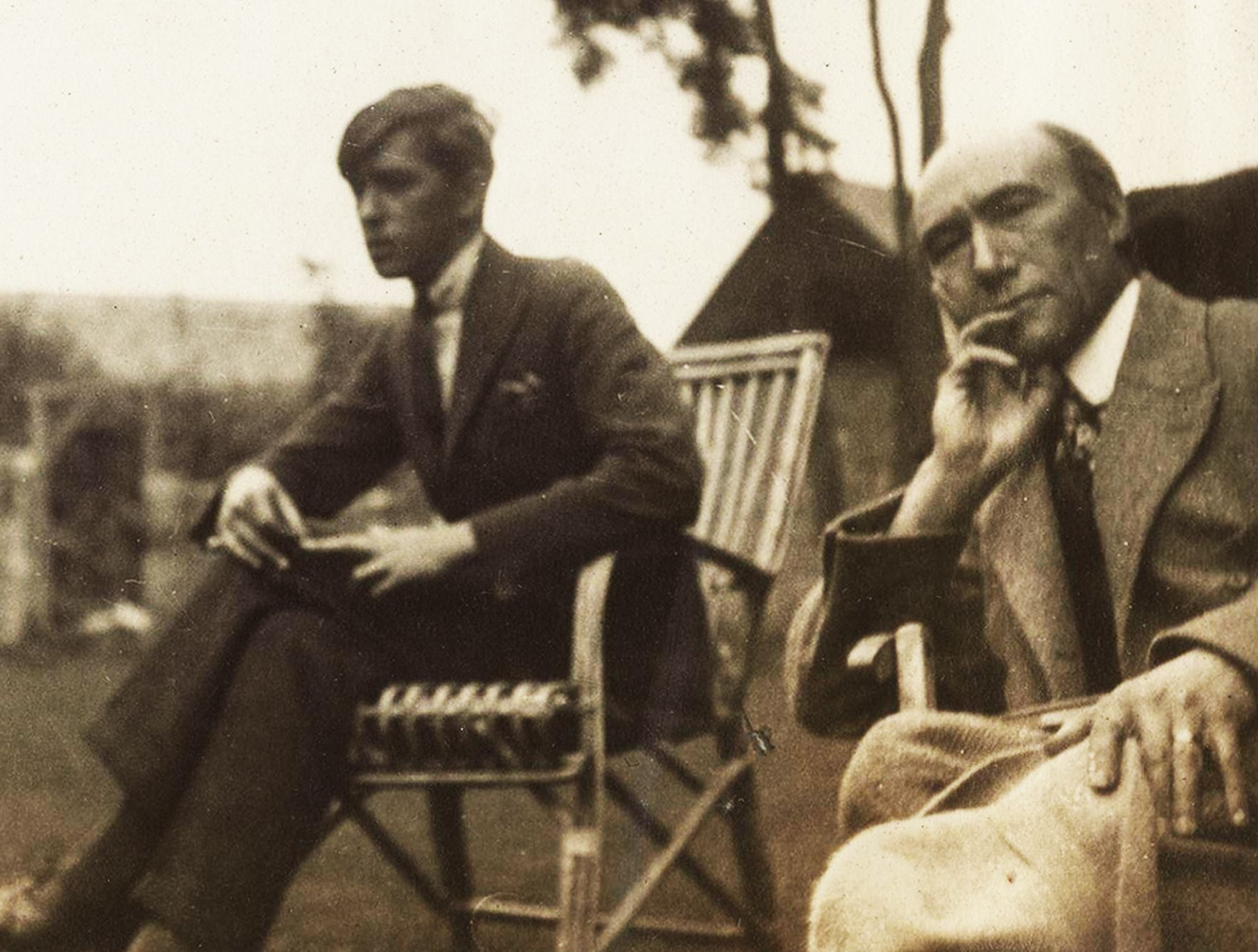
Marc Allégret och André Gide

Marc Allégret, född den 22 december 1900, död den 3 november 1973, var en fransk manusförfattare och regissör. Han är bland annat känd för att ha upptäckt och utvecklat en rad skådespelartalanger, däribland Michèle Morgan, Jean-Paul Belmondo, Raimu, Gérard Philipe, Danièle Delorme, Louis Jourdan och Roger Vadim. Hans bror var regissören Yves Allégret.

## Filmografi
- 1927 : Voyage au Congo (dokumentär)
- 1930 : La Meilleure bobone (kortfilm)
- 1931 : Mam'zelle Nitouche
- 1931 : J'ai quelque chose à vous dire (kortfilm)
- 1931 : Attaque nocturne (kortfilm)
- 1931 : Les Amours de minuit
- 1931 : Le Blanc et le Noir
- 1932 : La Petite Chocolatière (även manus)
- 1932 : Fanny
- 1934 : Zouzou (Svarta venus)
- 1934 : L'Hôtel du libre échange
- 1934 : Erotik
- 1934 : Sans famille
- 1935 : Lyckliga dagar
- 1936 : I revolutionens tjänst
- 1936 : Aventure à Paris
- 1936 : Les Amants terribles
- 1937 : Livet går vidare
- 1937 : Skandalen i Malacca
- 1937 : Andere Welt
- 1938 : Du skall icke hava lust...
- 1938 : Livets debutanter
- 1939 : Le Corsaire
- 1941 : Parade en 7 nuits
- 1942 : L'Arlésienne
- 1942 : Äventyret
- 1943 : Les Deux timides
- 1944 : Les Petites du quai aux fleurs
- 1945 : Ödets lek
- 1946 : Lunegarde
- 1946 : Petrus
- 1947 : Lady Furys älskare
- 1950 : Chans att leva
- 1950 : Maria Chapdelaine (även manus)
- 1952 : Avec André Gide (dokumentär)
- 1952 : La Demoiselle et son revenant
- 1953 : Biljett till Paris
- 1954 : L'Eterna femmina
- 1954 : L'Amante di Paride
- 1955 : Het ungdom
- 1955 : Lady Chatterleys älskare
- 1956 : Älskar...älskar inte...
- 1957 : L'Amour est en jeu
- 1958 : Vacker men kriminell (även manus)
- 1958 : En underlig söndag
- 1959 : Les Affreux
- 1961 : Avklädd (även manus)
- 1962 : Parisflickor
- 1963 : Skräcken från Chicago
- 1966 : Lumière (dokumentär)
- 1970 : Le Bal du Comte d'Orgel